# Virginia Slims of Houston 1973
Il Virginia Slims of Houston 1973 è stato un torneo di tennis giocato sul sintetico indoor. È stata la 3ª edizione del torneo, che fa parte del Virginia Slims Circuit 1973. Si è giocato a Houston negli USA dal 17 al 23 settembre 1973.

## Campionesse

### Singolare
Françoise Dürr ha battuto in finale  Rosemary Casals con il punteggio di 6–4, 1–6, 6–4

### Doppio
Mona Schallau /  Pam Teeguarden hanno battuto in finale  Françoise Dürr /  Betty Stöve con il punteggio di 6–3, 5–7, 6–4